# Elizabeth Blackbourn
Elizabeth Betty Blackbourn (* um 1924 in Neuseeland; † 27. August 1999 in Falmouth (Cornwall)) war eine englische Tischtennisspielerin. Sie holte bei der Weltmeisterschaft 1947 Silber im Einzel und Gold im Mannschaftswettbewerb.

## Werdegang
Elizabeth Blackbourn wuchs auf in Exeter. Während des weiten Weltkrieges gehörte sie zur Women’s Auxiliary Air Force (WAAF), einem militärischen Ersatzdienst für Frauen in Großbritannien.
1947 wurde sie Weltmeisterschaft nominiert. Hier wurde sie mit der englischen Mannschaft Weltmeister vor Ungarn. Im Einzel gewann sie gegen Angelica Adelstein (Rumänien) (kampflos), Audrey Bates (Wales), Věra Votrubcová (CSSR) und Helen Elliot (Schottland). Das Endspiel gegen die Ungarin Gizella Farkas ging allerdings verloren. Vorher hatte sie im Mannschaftskampf Farkas besiegt. Das Doppel mit Vera Dace kam nur eine Runde weiter und schied in der Runde der letzten 16 aus. Im Mixed mit ihrem Landsmann Eric Filby erreichte sie das Viertelfinale, wo gegen Victor Barna/Margaret Franks Endstation war.
Noch 1947 beendete Elizabeth Blackbourn ihre Karriere als Leistungssportlerin. Sie studierte in Amerika Medizin, siegte dabei bei der  Nationalen amerikanischen Meisterschaft im Mixed mit Richard Miles und ging später für mehrere Jahre nach Südafrika, wo sie sich auf Chiropraktik spezialisierte.
Nach ihrer Heirat hieß sie Elizabeth Bennett.

## Turnierergebnisse
| Verband | Veranstaltung     | Jahr | Ort   | Land | Einzel | Doppel    | Mixed         | Team |
| ------- | ----------------- | ---- | ----- | ---- | ------ | --------- | ------------- | ---- |
| ENG     | Weltmeisterschaft | 1947 | Paris | FRA  | Silber | letzte 16 | Viertelfinale | 1    |